# Diócesis de Vergi
La Sede titular de Vergi es una Diócesis titular católica.

## Episcopologio
- Angelo Calabretta (27 de junio de 1970 - 4 de enero de 1975)
- Paul Marie Nguyên Minh Nhât (16 de julio de 1975 - 22 de febrero de 1988)
- Antonín Liška, C.SS.R. (19 de mayo de 1988 - 28 de agosto de 1991)
- Gehard Jakob (12 de diciembre de 1993 - 4 de mayo de 1998)
- Salvador Emilio Riverón Cortina (24 de abril de 1999 - 22 de febrero de 2004)
- Ángel Rubio Castro (21 de octubre de 2004 - 3 de noviembre de 2007)
- Santiago Gómez Sierra (18 de diciembre de 2010 - 15 de junio de 2020)
- Francisco José Prieto Fernández (28 de enero de 2021 - 3 de junio de 2023)
- José Antonio Álvarez Sánchez (desde el 23 de abril de 2024)